# 두아스 카라스
《두아스 카라스》(포르투갈어: Duas Caras)는 2007년부터 2008년까지 방영된 브라질의 텔레노벨라이다.